# Jugend- und Juniorenweltmeisterschaften der Frauen im Boxen
Die Jugend- und Juniorenweltmeisterschaften der Frauen im Boxen (englisch: Women’s Junior & Youth World Championships) werden seit 2011 unter den Regeln der AIBA abgehalten. Damit wurde der steigenden Anzahl weiblicher Nachwuchsboxer auf allen Kontinenten Rechnung getragen. Auf kontinentaler Ebene gibt es bereits seit 2001 Europameisterschaften, Afrikameisterschaften und Panamerikameisterschaften für Frauen.

## Organisation und Regeln
Die rund einwöchige Veranstaltung findet unter den Regeln der AIBA statt. Teilnahmeberechtigt sind in der Altersklasse „Junioren“ Boxerinnen im Alter von 15 und 16 Jahren, bei der „Jugend“ Boxerinnen im Alter von 17 und 18 Jahren. Geboxt wird in zehn (Jugend) und dreizehn (Junioren) Gewichtsklassen. Ein Kampf geht bei den Junioren über drei Runden zu zwei Minuten, mit einer Minute Pause zwischen den Runden. Bei der Jugend besteht ein Kampf aus vier Runden zu zwei Minuten, mit einer Minute Pause. Punktrichter und Ringrichter werden von der AIBA bestimmt. Wie bei Amateurboxturnieren üblich, teilen sich die beiden Halbfinalverliererinnen einer Gewichtsklasse den dritten Rang.

## Jugend- und Juniorenweltmeisterschaften
| Nr. | WM   | Zeitraum                        | Ort      | Land      |
| --- | ---- | ------------------------------- | -------- | --------- |
| 1   | 2011 | 24.–30. April 2011              | Antalya  | Türkei    |
| 2   | 2013 | 22.–28. September 2013          | Albena   | Bulgarien |
| 3   | 2014 | 14.–24. April 2014              | Sofia    | Bulgarien |
| 4   | 2015 | 16.–23. Mai 2015                | Taipeh   | Taiwan    |
| 5   | 2017 | 19.–27. November 2017           | Guwahati | Indien    |
| 6   | 2018 | 21.–31. August 2018             | Budapest | Ungarn    |
| 7   | 2021 | 13.–23. April 2021              | Kielce   | Polen     |
| 8   | 2023 | 24. November – 4. Dezember 2023 | Jerewan  | Armenien  |